# Gohor
Gohor je  obec v župě Galați v Rumunsku. Žije zde přibližně 3 200 obyvatel. Součástí obce jsou i čtyři okolní vesnice.

## Části obce
- Gohor – 1 519 obyvatel
- Gara Berheci – 428 obyvatel
- Ireasca – 261 obyvatel
- Nărtești – 744 obyvatel
- Poșta – 202 obyvatel